# Kpapékou
Kpapékou est une localité du centre-ouest de la Côte d'Ivoire et appartenant au département de Gagnoa, dans la région du Gôh (ex-Fromager). La localité de Kpapékou est un chef-lieu de commune.